# Štěpán Kopecký
Štěpán Kopecký (26. srpna 1901 Praha – 8. srpna 1956 Praha) byl český filmový architekt.

## Život
Byl absolventem Českého vysokého učení technického v Praze, na kterém v roce 1927 ukončil studium architektury a stavebnictví. V letech 1932 až 1948 pracoval ve filmovém průmyslu, v kterém navrhl stavby pro více než 150 filmů. Ve 30. letech 20. století působil při tvorbě 119 filmů. Spolupracoval mj. s režiséry: Martinem Fričem, Hugo Haasem, Otakarem Vávrou.

## Dílo (výběr)
- Revizor (1933)
- Polská krev (1934)
- Volha v plamenech (1934)
- Grand Hotel Nevada (1935)
- Jánošík (1935)
- Jedenácté přikázání (1935)
- Port Arthur (1936)
- Tři muži ve sněhu (1936)
- Bílá nemoc (1937)
- Hordubalové (1937)
- Cech panen kutnohorských (1937)
- V horách duní (1946)
- Právě začínáme (1946)
- Hrdinové mlčí (1946)
- Čapkovy povídky (1947)
- Siréna (1947)
- Hraniční ulička (1948)